# Konstantínos Bárkas
Konstantínos Bárkas (grec moderne : Κωνσταντίνος Μπάρκας), né le 5 novembre 1982 à Filippiáda en Grèce, est un homme politique grec.

## Biographie
Aux élections législatives grecques de janvier 2015, il est élu député au Parlement grec sur la liste de la SYRIZA dans la circonscription de Préveza.